# CCE MC-1000
O MC-1000 da CCE foi um obscuro computador doméstico brasileiro lançado em fevereiro de 1985. Na época, com a reserva de mercado de informática, muitos microcomputadores populares eram cópias de modelos de sucesso no exterior. O MC-1000, porém, não era baseado em nenhum modelo conhecido. Algumas fontes sugerem que o micro era, na verdade, um clone de outro microcomputador igualmente obscuro, o belga GEM 1000. Existem indícios circunstanciais que levam a crer que o MC-1000 também pode ter sido baseado num micro fabricado em Hong Kong, o Rabbit RX83.
O lançamento no Brasil, também em 1985, do TK-90X e dos MSX Hotbit e Expert, máquinas mais capazes e com maior disponibilidade de software, pode ter contribuído para frustrar os planos da CCE e fazê-la descontinuar a produção do MC-1000 pouco tempo depois.

## Características
- Processador (UCP): Zilog Z80-A
- Coprocessadores:
  - Áudio: General Instrument AY-3-8910 (o mesmo usado no MSX)
  - Vídeo: Motorola MC6847P (o mesmo do TRS-80 Color Computer), com seis Kb de VRAM
- Memória:
  - ROM de 16 Kbytes
  - RAM de 16 Kbytes, expansível a 64 Kbytes
  - VRAM de 6 Kbytes
- Display:
  - Modo texto 32 × 16 (acessível por meio do comando TEXT do BASIC)
  - Modo gráfico 128 × 64 com quatro cores (verde, amarelo, azul, vermelho; comando GR do BASIC)
  - Modo gráfico 256 × 192 com duas cores (preto e branco; comando HGR do BASIC)
  - Outros modos disponíveis no chip de vídeo, acessíveis em linguagem de máquina, sem comandos específicos implementados no BASIC.
- Sistema operacional:
  - Interpretador BASIC
- Teclado: tipo "chiclete", 50 teclas
- Alimentação: 1 conector P2 mono fêmea com 9V CC, 600 ma, positivo na ponta
- Expansão:
  - 1 slot
- Portas:
  - 2 conectores DE-9 fêmeas para joystick compatível com o do Atari 2600
  - 1 conector RCA fêmea com sinal RF para TV (PAL-M)
  - 1 conector RCA fêmea com sinal vídeo-composto (preto e branco) para monitor de vídeo
  - 2 conectores P2 mono fêmeas para leitura ("EAR") e gravação ("MIC") de dados em gravador de fita cassete
- Armazenamento:
  - Gravador de cassete (a 1200 bauds)
  - Drive de disquete externo de 5¼" (face simples, 170 Kb), segundo o fabricante, mas não se tem notícias de algum usuário de MC-1000 que sequer tenha visto esse dispositivo.

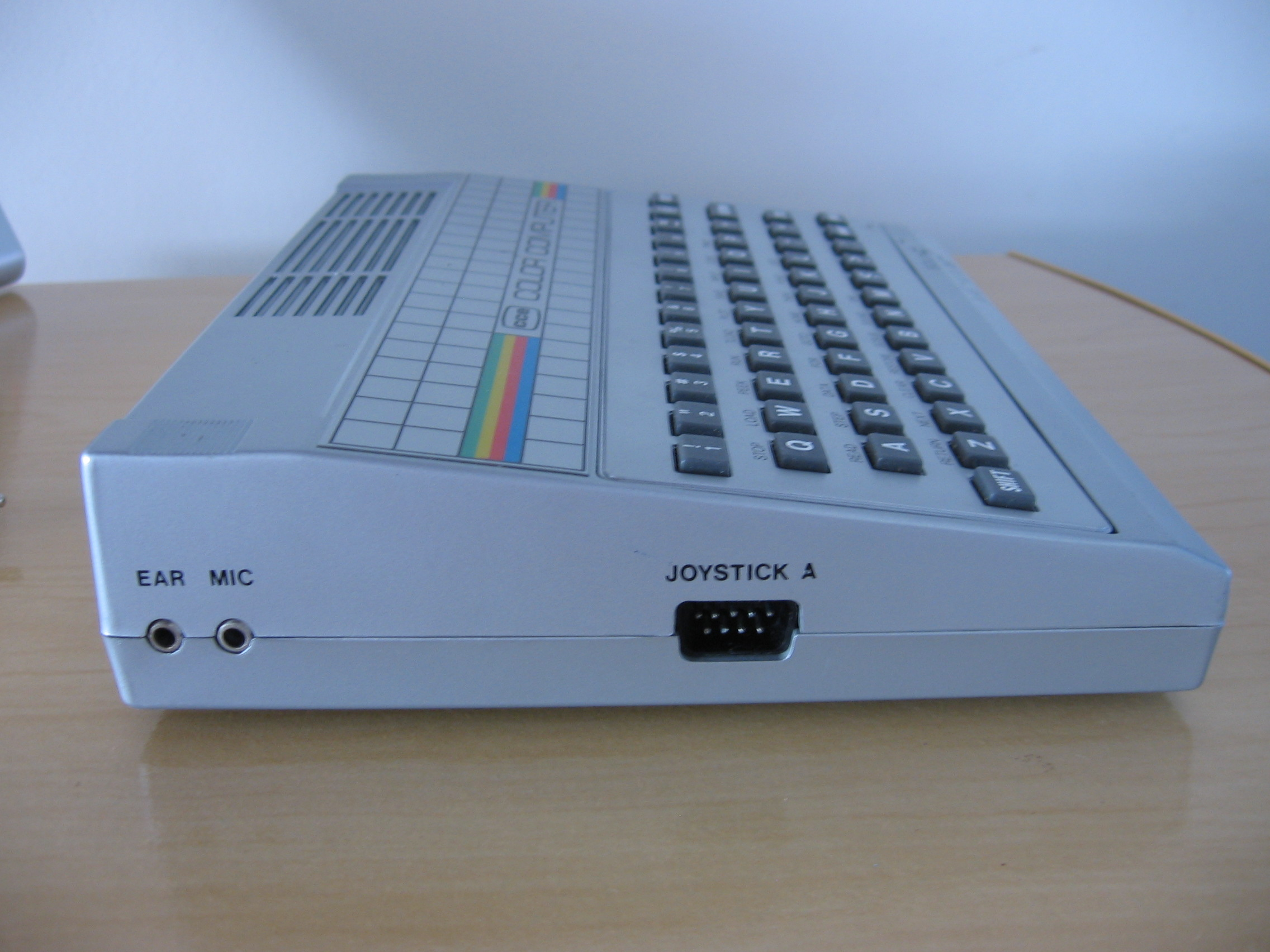
Conectores à esquerda: "EAR", "MIC", "JOYSTICK A".
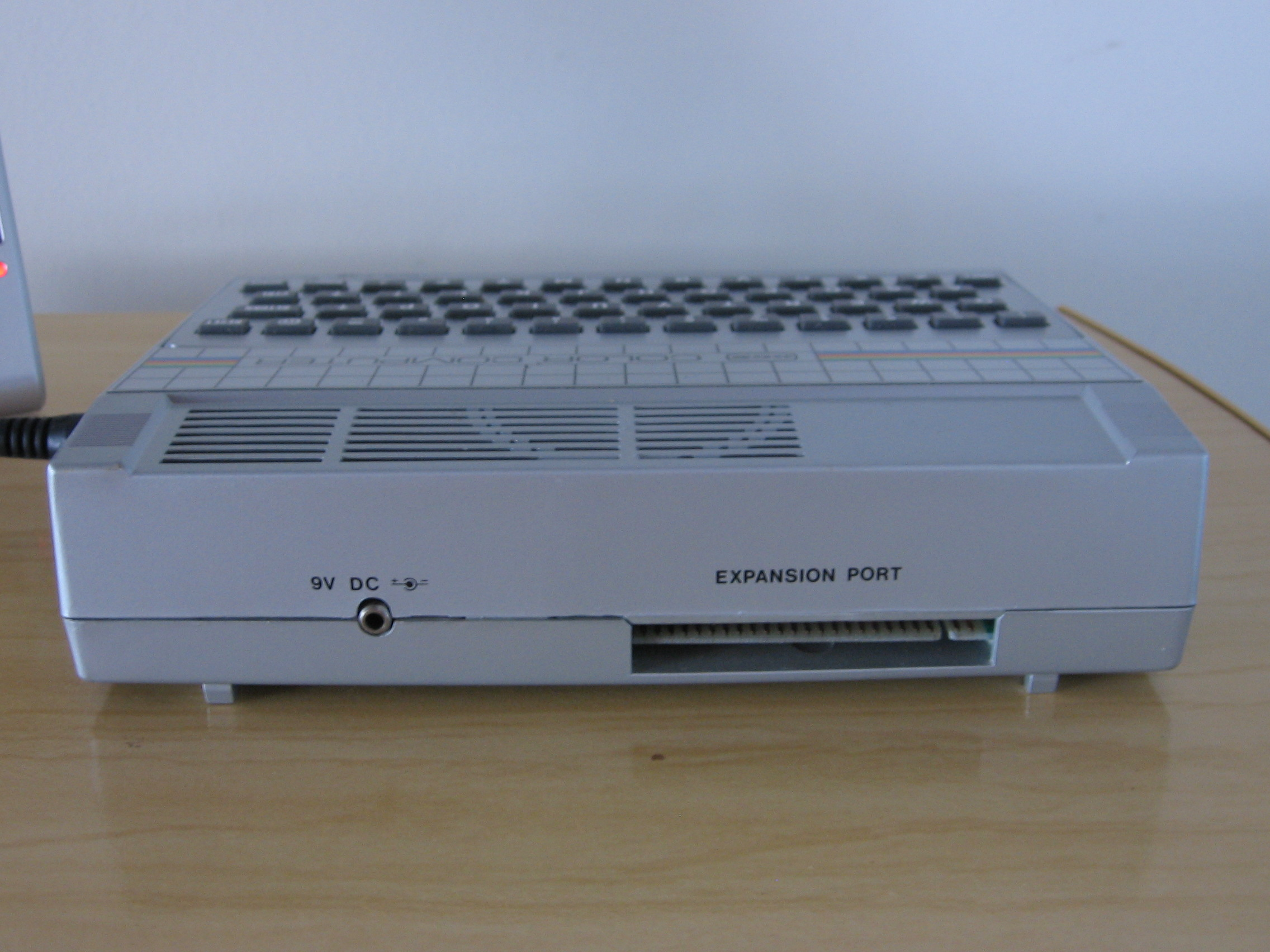
Conectores na traseira: "9V DC", "EXPANSION PORT".
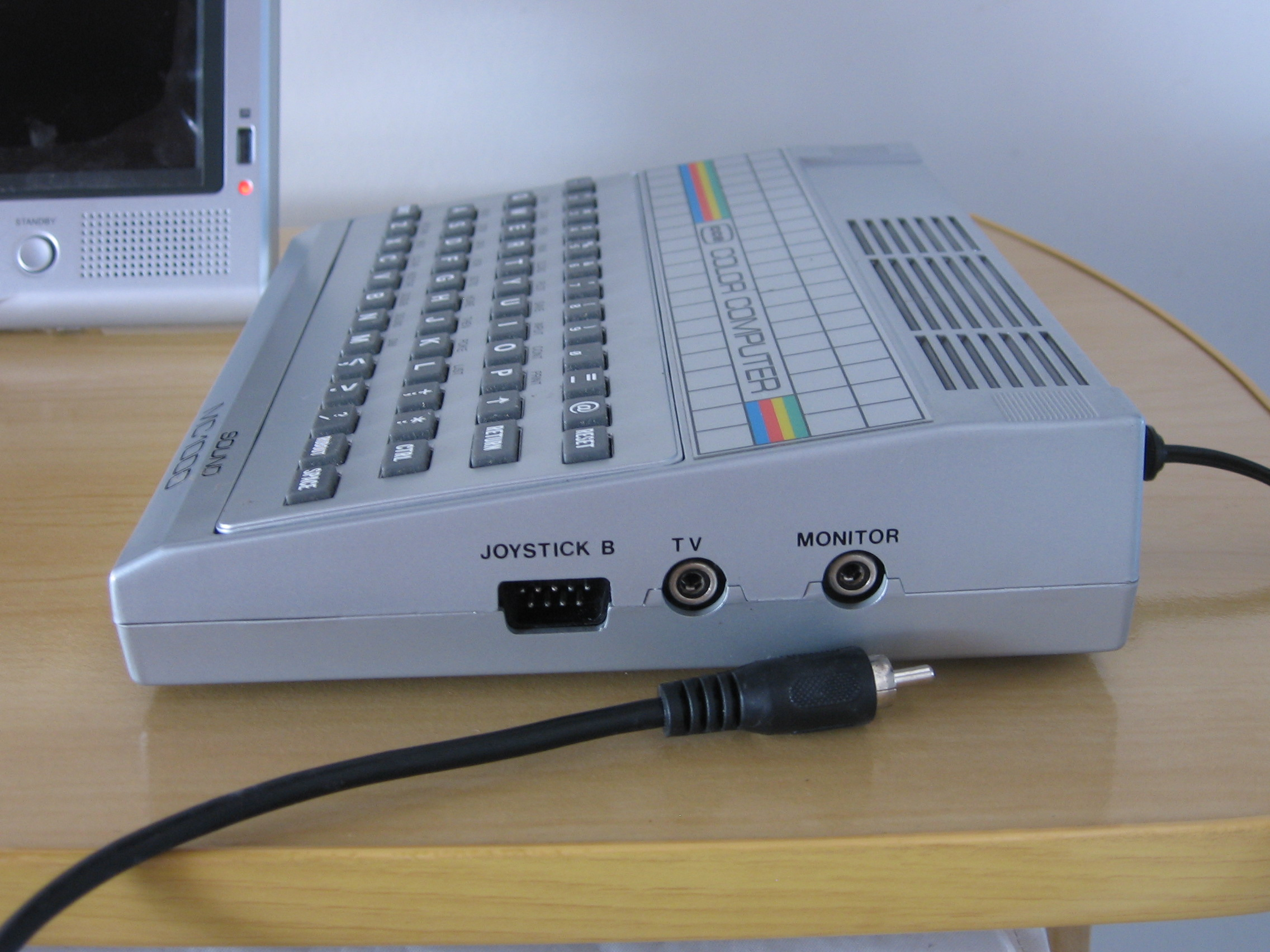
Conectores à direita: "JOYSTICK B", "TV", "MONITOR".
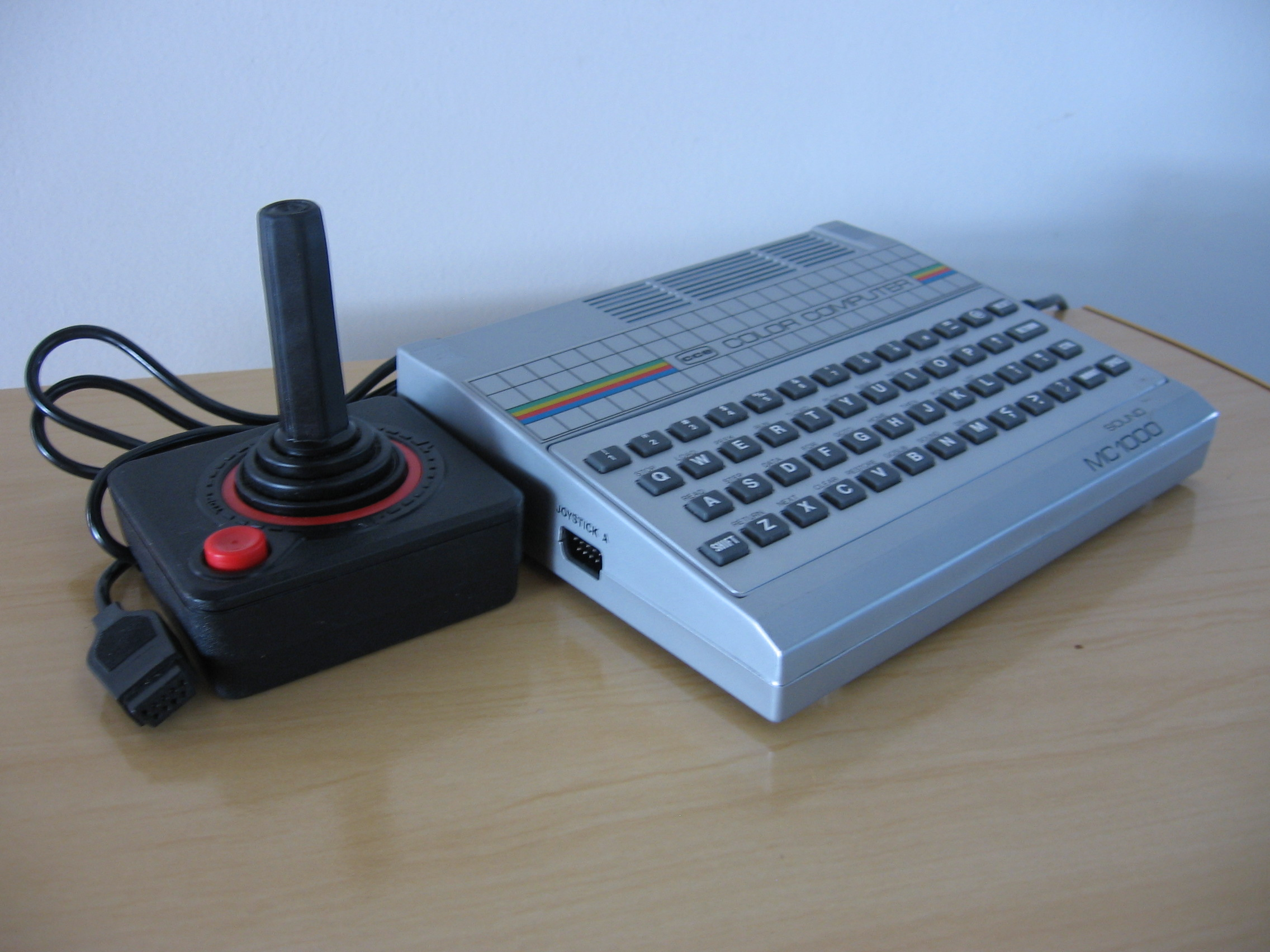
O MC-1000 usa até 2 joysticks compatíveis com Atari 2600.

## Semelhança com Apple II

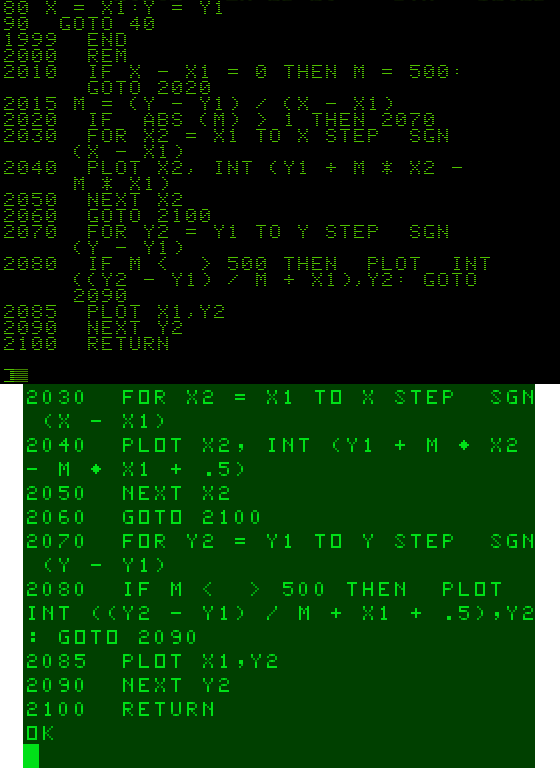
O MC-1000 da CCE (em baixo) guarda alguma semelhança com o Apple II (em cima) em cores do modo de texto, na linguagem BASIC e no modo como os programas são listados.

Parece ter havido uma intenção de simular em certo grau a experiência de usar um Apple II. A linguagem BASIC do MC-1000 é uma variante do BASIC Applesoft, incluindo comandos peculiares desse dialeto (como HOME, GR, HGR, INVERSE, NORMAL, etc.) A listagem do programa obtida com o comando LIST também é praticamente idêntica (espaços introduzidos antes e depois das palavras reservadas). O coprocessador de vídeo, que em seu modo de texto normalmente apresenta letras escuras sobre fundo claro (como se vê no TRS-80 Color Computer), teve explorado seu pino de inversão, de modo a exibir, como no Apple II, normalmente letras claras sobre fundo escuro, e o contrário ao se usar o comando INVERSE do BASIC.
Apesar dessas semelhanças superficiais, as máquinas têm hardwares tão diferentes que raramente se pode usar um programa em BASIC Applesoft diretamente no MC-1000 sem mudança alguma.